# Steglitz-Zehlendorfbron
Steglitz-Zehlendorfbron är en gångbro över Ronnebyån som förbinder Ronneby brunn, Ronneby brunnspark med Soft Center och Blekinge Convention Center. Bron ligger söder om Ronnebys centrum och är utförd som en bro av balktyp och målad i en mörkröd kulör. Bron har fått sitt namn efter Ronnebys tyska vänort Steglitz-Zehlendorf, ett stadsdelsområde i Berlin.